# Kidów
Kidów – wieś w Polsce, położona w województwie śląskim, w powiecie zawierciańskim, w gminie Pilica.
| SIMC    | Nazwa        | Rodzaj    |
| ------- | ------------ | --------- |
| 0219336 | Chrap        | część wsi |
| 0219342 | Chrzczonówka | część wsi |
| 0219359 | Górka        | część wsi |
| 0219365 | Piaski       | część wsi |
| 0219371 | Stara Wieś   | część wsi |
| 0219388 | Zagórze      | część wsi |
| 0219394 | Zagumnie     | część wsi |
| 0219402 | Zakościele   | część wsi |
| 0219419 | Zapazanie    | część wsi |

Do 1954 istniała gmina Kidów. W latach 1954–1972 wieś należała i była siedzibą władz gromady Kidów. W latach 1975–1998 miejscowość administracyjnie należała do województwa katowickiego.
Urodził się tu Stefan Przybylik,  żołnierz Armii Andersa i Polskich Sił Zbrojnych na Zachodzie, oficer Armii Krajowej, kapitan łączności, cichociemny.